# Neudorf (Kempten)
Neudorf ist ein im Kemptener Stadtteil Sankt Mang aufgegangener Ortsteil, der früher ein Dorf war. Der Name Neudorf hat keinen Bezug zu neu, sondern beruht auf dem historischen Ortsnamen Nitdorf oder Nytdorff. Nit oder Nyt bedeutet Eifer.
„Nitdorf“ wurde 1386 erstmals erwähnt. 1525 übte die Reichsstadt Kempten das Steuerrecht und die Niedergerichtsbarkeit in Neudorf aus. Im gleichen Jahr waren zwei Mühlen in Betrieb. 1550 wurde ein Hammerwerk erwähnt. In den folgenden Jahrzehnten wurden Wasserhämmer, Schmieden und Schleifmühlen erwähnt.
Um 1770 war die Hammerschmiede im Besitz der Reichsstadt. Im Jahr 1819, ein Jahr nach der Bildung der Ruralgemeinde Sankt Mang, bestand Neudorf aus 8 Anwesen mit 41 Bewohnern, die zur Hauptmannschaft Lenzfried gehörten.
Ab 1864 wurde das Zwirnereiwerk der Mechanischen Baumwollzwirnerei, der spätere Denzler AG, errichtet. 1900 bestand Neudorf aus 43 Häusern und 756 Einwohnern.
1912 wurde die Gemeindeverwaltung von Lenzfried in die Ludwigstraße und acht Jahre später nach Schelldorf in die Duracher Straße verlegt. Die Gemeindeteilnamen Schelldorf, Neudorf, Kottern und Drahtzug (gehörte bereits zu Kottern) wurden durch die Regierung von Schwaben mit Entschließung vom 29. September 1962 per Gemeindeordnung aufgehoben. Die vier Siedlungsbestandteile des von Sankt Mang, dessen Name nun nicht mehr als St. Mang abgekürzt werden durfte, wurden aufgrund der gleichen Entschließung vereinigt. Zehn Jahre später wurde die Gemeinde in Kempten eingemeindet.
Im Jahr 1991 gab die Denzler AG den Betrieb auf. Wenige Jahre später bezog das Kemptener Unternehmen Ott Hydromet Teile der Betriebsgebäude.